# DEN 0255-4700
DEN 0255-4700 es un sistema estelar binario poco luminoso a 16,197 años luz de nosotros. Es el 48.º más cercano a la Tierra. Es el enano L más cerca a la tierra.
El 22 de marzo de 2006 se descubrió una estrella compañera, una enana marrón, designada como SCR 1845-6357.